# 后台乡
后台乡，是中华人民共和国河南省商丘市睢县下辖的一个乡镇级行政单位。

## 行政区划
后台乡下辖以下地区：
后台北村、后台南村、闫庄村、后台李庄村、贾庄村、双庙村、夏堂村、邓庄村、胡岗村、王庄村、王行村、现王村、后台安庄村、前常村、草庙村和大姬村。